# Bellano
Bellano (lombardul: Belàn) település Olaszországban, Lombardia régióban, Lecco megyében. Lakosainak száma 3420 fő (2023. január 1.). Bellano Dervio, Parlasco, Perledo, Valvarrone, San Siro, Taceno és Casargo községekkel határos.

## Népesség
A település népességének változása:
| Lakosok száma | 3217 | 3203 | 3420 |
|               | 2017 | 2018 | 2023 |